# くるみ割り人形〜マリーとおかしな仲間たち
『くるみ割り人形〜マリーとおかしな仲間たち』（英語原題：The Nuttiest Nutcracker）は、1999年アメリカ・カナダのアニメーション映画。『くるみ割り人形』の物語に基づく。

## キャスト
| キャラクター       | オリジナル英語版     | 日本語吹替版                |
| ------------------ | -------------------- | --------------------------- |
| マリー             | デビ・デリーベリー   | 川上とも子 †                |
| くるみ割り王子     | キャム・クラーク     | 鉄野正豊                    |
| レジナルド         | ジェームズ・ベルーシ | 宮澤正                      |
| くるみじいさん     | ジム・カミングス     | 茶風林                      |
| 金平糖の精         | フィリス・ディラー † | 水原リン （現：真山亜子）   |
| マック             | チーチ・マリン       | 高木渉                      |
| スパークル         | デジレ・ゴイエット   | 松井菜桜子                  |
| ドロッセルマイヤー | ジム・カミングス     | 小山武宏                    |
| スタッシュ         | ケヴィン・シェーン   | 落合弘治                    |
| ネズミ軍曹         | キャム・クラーク     | 村治学                      |
| 将軍               | ジェフ・ベネット     | 緒方愛香                    |
| ブロッコリ         | トレス・マクニール   | 児玉孝子 （現：兒玉彩伽）   |
| リトルピー         | トレス・マクニール   | 高森奈緒                    |
| フリッツ           | デビ・デリーベリー   | 出口佳代 （現：津々見沙月） |
| アスパラガス       | キャム・クラーク     | 山岸功                      |
| マメ               |                      | 齋藤龍吾                    |
| ネーブル           |                      | 楠本一星                    |

### 日本語版制作スタッフ
- 演出：三好慶一郎
- 翻訳：桜井裕子
- 調整：荒井孝（オムニバス・ジャパン）
- 制作担当：舘野睦基／中嶋美智（ソニーPCL）／神部宗之（東北新社）
- 日本語版制作：(株)東北新社